# 10111 Fresnel
A 10111 Fresnel (ideiglenes jelöléssel 1992 OO1) a Naprendszer kisbolygóövében található aszteroida. Eric Walter Elst fedezte fel 1992. július 25-én.
Nevét Augustin-Jean Fresnel (1788 – 1828) francia fizikus után kapta.